# Alfred William Bennett
Alfred William Bennett (24 de junio de 1833, Clapham - 23 de enero de 1902, Londres) fue un naturalista inglés.

## Biografía
Era hijo de William y de Elizabeth Bennett. Obtiene un Bachillerato de Artes con mención especial en química y en botánica en la Universidad de Londres en 1853, su Maestría de Artes en 1855 y un Bachiller de Ciencias en 1858. Ese mismo año con Katherine Richardson.
Se instaló como librero de 1858 a 1868. Fue tutor de la familia de Gurney Barclay en 1868 y comenzó a tomar cursos de botánica en el Bedford College y en el Hospital Saint Thomas. Fue asistente de Joseph Norman Lockyer (1836-1920) de 1870 a 1874.
Bennett escribió A Narrative of a Journey in Ireland (1847), con George Robert Milne Murray (1858-1911) del Handbook of Cryptogamic Botany (1889), Flora of Alpes (dos volúmenes, 1896-1897).
Tradujo, junto con William Turner Thiselton-Dyer (1843-1928), el Lehrbuch der Botanik de Julius von Sachs (1832-1897).
Fue editor del «Journal de la Sociedad Real de Microscopía» a partir de 1897, y autor de numerosos trabajos sobre las criptógamas y las algas de agua dulce, así como sobre la polinización y la flora de los Alpes.

## Otras publicaciones
- The search for a publisher; o, Counsels for a young author 1859

- Review of the Genus Hydrolea 1870

- Mycological Illustrations: Being Figures and Descriptions of New and Rare Hymenomycetous Fungi. Vol. 2. Con Worthington George Smith. Ed. William Wilson Saunders & J. Van Voorst, 96 pp. 1871

- On the Medicinal Products of the Indian Simarubeae and Burseraceae 1875

- Review of the British Species and Subspecies of Polygala 1877

- On the Structure and the Affinities of Characeae 207 pp. 1878

- Conspectus Polygalarum Europaearum 1878

- Polygalae americanae novae vel parum cognitae 1878

- Reproduction of the Zygnemaceae 1884

- Beggiatoa Alba: the So-called "Sewage Fungus" 1884

- Freshwater Algae 1887

- A Handbook of Cryptogamic Botany 1889 (reimpreso de BiblioBazaar, 512 pp. ISBN 1172260486, ISBN 9781172260485 2010)

- An introduction to the study of flowerless plants : their structure and classification 1891

- Freshwater Algae and Schizophyceae of South-west Surrey 1892

- The Flora of the Alps; being a description of all the species of flowering plants indigenous to Switzerland; and of the Alpine species of the adjacent mountain districts of France, Italy, & Austria including the Pyrenees 1897

## Honores

### Membresías
- Sociedad linneana de Londres
- Sociedad Real de Microscopía

- La abreviatura «A.W.Benn.» se emplea para indicar a Alfred William Bennett como autoridad en la descripción y clasificación científica de los vegetales.[1]